# Іллінойс (річка)
Ілліно́йс (англ. Illinois River) — річка, що протікає територією однойменного штату в США. Є лівою притокою Міссісіпі. Довжина становить 439 км. Найбільше місто, що стоїть на річці — Піорія.
Басейн річки має площу 72 701 км², що становить майже половину площі штату, хоча він також сягає територій сусідніх Вісконсину та Індіани.
Долина річки Іллінойс була одним із місць проживання індіанців Конфедерації Іллінойс. 1673 року французькі місіонери зустріли на цій території корінних жителів, а 1675 року з'явилися перше європейське поселення — єзуїтська місія Жака Маркетта.
Річка Іллінойс є частиною водного шляху, що сполучає Чикаго та Великі Озера із річкою Міссісіпі. Початково водний шлях складався з каналу Іллінойсу та Мічигану, що сполучав річки Іллінойс та Чикаго. Після того, як напрям течії річки Чикаго було змінено, відходи та інший бруд почав виливатися в річку Іллінойс. Тоді канал Іллінойсу та Мічигану було замінено Іллінойським водним шляхом.

## Галерея

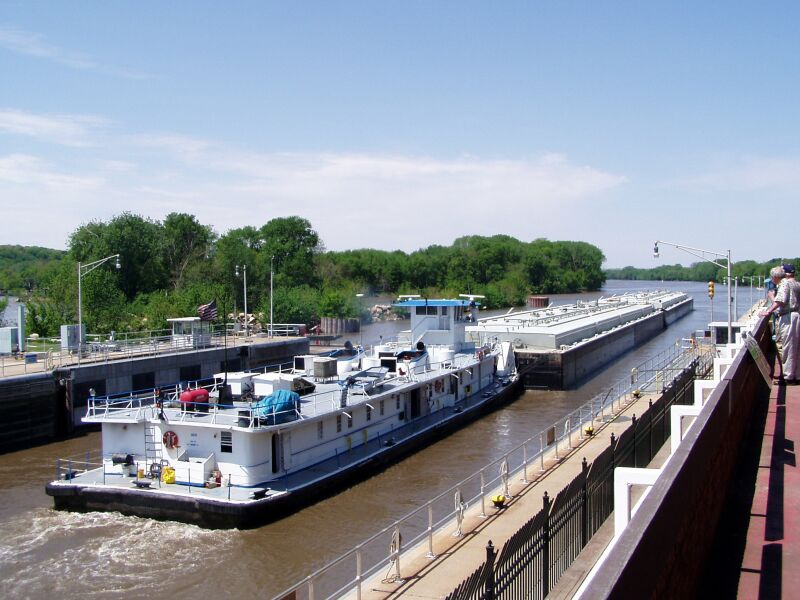
Буксирне судно
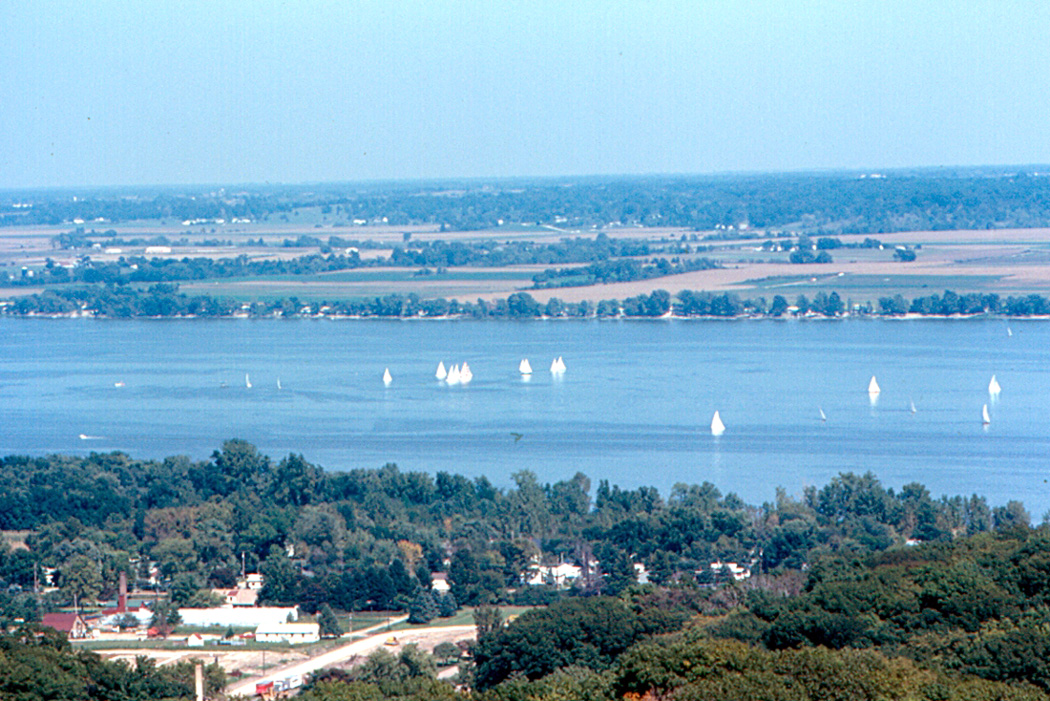
Річка неподалік Піорії, 1970 рік
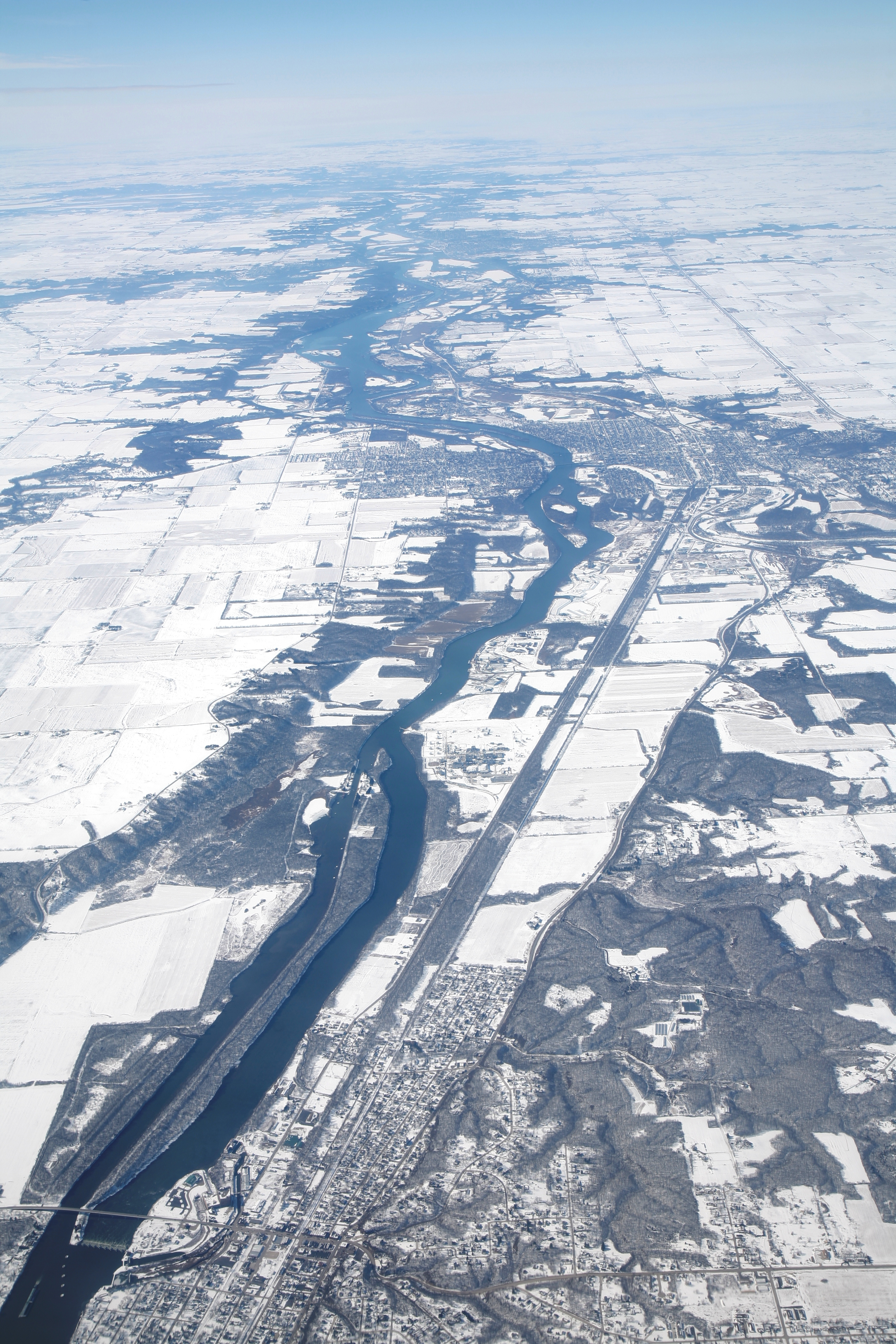
Вид із космосу
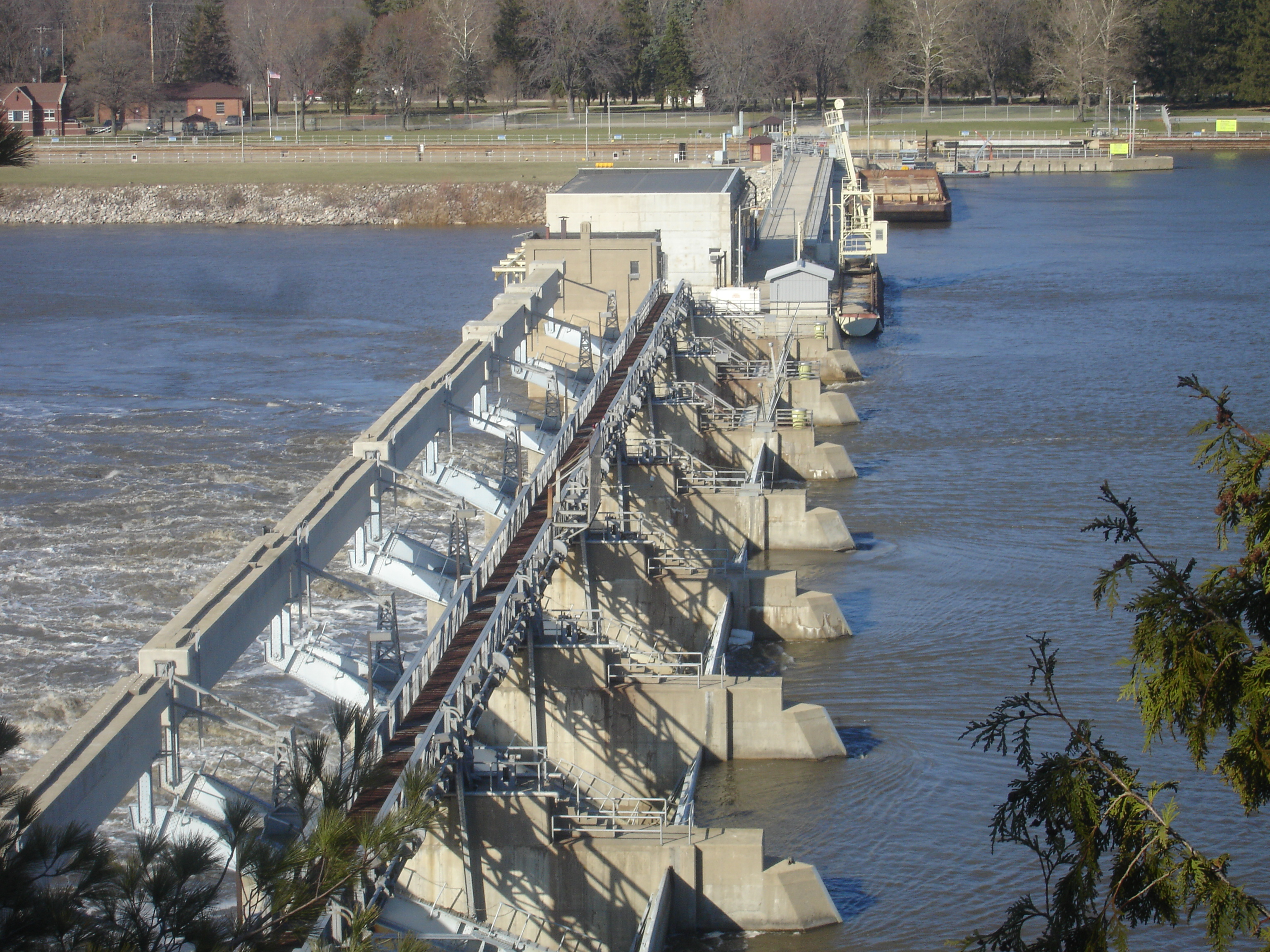
Шлюз на річці